# فردیناندو اسکارفیوتی
فردیناندو اسکارفیوتی (انگلیسی: Ferdinando Scarfiotti؛ ۶ مارس ۱۹۴۱ – ۳۰ آوریل ۱۹۹۴) یک کارگردان هنری اهل ایتالیا بود.